# Гуанозинтрифосфат

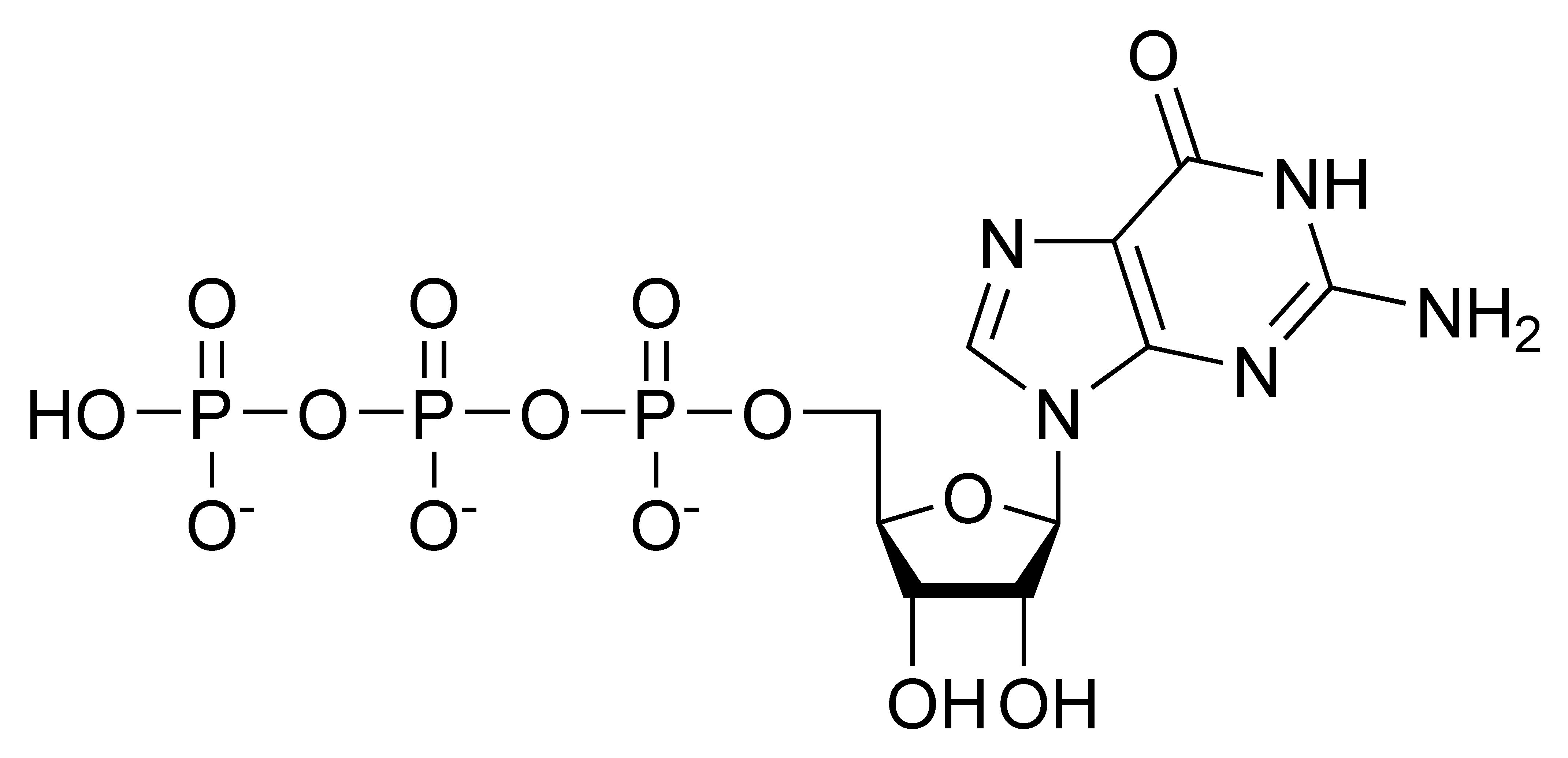
Гуанозинтрифосфат, ГТФ

Гуанозинтрифосфат (ГТФ, GTP) — это пуриновый нуклеотид.

## Биологическая роль
ГТФ является субстратом для синтеза РНК в процессе транскрипции. Структура ГТФ похожа на гуаниловый нуклеозид, но отличается наличием трёх фосфатных групп, присоединённых к 5'-атому углерода.
ГТФ играет роль источника энергии для активации субстратов в метаболических реакциях, при этом ГТФ более специфичен, чем АТФ. Используется как источник энергии в биосинтезе белка.
ГТФ принимает участие в реакциях передачи сигнала, в частности связывается с G-белками, и  превращается в ГДФ при участии ГТФаз.
Транслокация белков в митохондриальный матрикс включает взаимодействия как ГТФ, так и АТФ. Транспорт этих белков играет важную роль в нескольких путях, регулируемых в митохондриях, таких как преобразование оксалоацетата в фосфоенолпируват в глюконеогенезе.

## Биосинтез
В клетке GTP синтезируется посредством множества процессов, включая:
- как побочный продукт превращения сукцинил-КоА в сукцинат, катализируемого ферментом сукцинил-КоА-синтетазой[англ.] (сукцинилтиокиназой), как часть цикла Кребса ;
- посредством обмена фосфатных групп в молекулах АТФ с помощью нуклеозид-дифосфаткиназы, фермента, задачей которого является поддержание равновесия между концентрациями различных нуклеозидтрифосфатов.

## цГТФ
Циклический гуанозинтрифосфат (цГТФ) помогает циклическому аденозинмонофосфату (цАМФ) активировать циклические нуклеотидно-управляемые ионные каналы в обонятельной системе.